# Heinrich Sürder
Heinrich Sürder junior (* 1871 in Leverkusen; † 1951 ebenda) war von 1909 bis 1919 und von 1927 bis 1930 Bürgermeister von Schlebusch. Er war damit Bürgermeister zur Zeit der Auflösung der selbständigen Gemeinde Schlebusch und so mitbestimmend bei der Auswahl der Gemeinde, zu der Schlebusch gehören sollte, da sowohl Wiesdorf als auch Köln zur Diskussion standen. Außerdem war Sürder Gerichtsassessor. Sein Vater Heinrich Benedikt Sürder war ebenfalls Bürgermeister von Schlebusch gewesen.
Mit der Sürderstraße in Leverkusen-Schlebusch wird an ihn und seinen Vater erinnert.
Während seines Studiums wurde er Mitglied der AMV Makaria Bonn im Sondershäuser Verband.